# まとめないで!!
『まとめないで!!』は、テレビ朝日で2016年4月10日から9月25日まで放送されていたバラエティ番組である。全23回。

## 概要
本番組は、普段はまとめられがちな人々の「まとめないで!!本当はいろいろな違いがあるんです!」という主張に対し、耳を傾ける内容であった。

## 出演者
- 森葉子（テレビ朝日アナウンサー） - 進行

## 放送リスト
| 回                                                                           | 放送日         | テーマ                                  | テーマゲスト                                                                                                 | スタジオMC                                    | 備考                                                |
| ---------------------------------------------------------------------------- | -------------- | --------------------------------------- | --- | --------------------------------------------- | --------------------------------------------------- |
| 1                                                                            | 2017年 4月10日 | 食通                                    | 渡部建（アンジャッシュ） マッキ―牧元 来栖けい 小石原はるか フォーリンデブはっしー                            | 劇団ひとり 若槻千夏                           |                                                     |
| 2                                                                            | 4月17日        | 食通                                    | 渡部建（アンジャッシュ） マッキ―牧元 来栖けい 小石原はるか フォーリンデブはっしー                            | 劇団ひとり 若槻千夏                           |                                                     |
| 3                                                                            | 4月24日        | 小説家                                  | 羽田圭介 鈴木光司 岩井志麻子 道尾秀介 内藤みか                                                               | 綾部祐二（ピース） 菊地亜美                   |                                                     |
| 4                                                                            | 5月1日         | 元Jリーガー                             | 岩本輝雄 遠藤彰弘 玉乃淳 前園真聖 三浦淳寛 山田隆裕                                                          | ケンドーコバヤシ MEGUMI                       |                                                     |
| 5                                                                            | 5月8日         | 個性派俳優                              | 加藤諒 加田斎 工藤佑樹丸 富山えり子 森田甘路 山口森広                                                        | 小籔千豊 ホラン千秋                           |                                                     |
| 6                                                                            | 5月15日        | 埼玉                                    | 伊藤さおり（北陽） 今井華 益若つばさ 村田綾 イジリー岡田 板倉俊之（インパルス）                              | 鈴木拓（ドランクドラゴン） 高橋真麻           |                                                     |
| 7                                                                            | 5月22日        | 未公開大放出SP                          | 未公開大放出SP                                                                                               | 未公開大放出SP                                |                                                     |
| SP                                                                           | 5月28日        | 食通                                    | 渡部建（アンジャッシュ） 高橋ひとみ マッキ―牧元 小宮山雄飛（ホフディラン） 里井真由美 フォーリンデブはっしー | 山里亮太（南海キャンディーズ） 井森美幸       | 『まとめないで!!90分SP』として15:00 - 16:30に放送。 |
| SP                                                                           | 5月28日        | お嬢様学校                              | いとうあさこ 辛酸なめ子 三浦奈保子 脊山麻理子 たかまつなな 團遥香                                            | 劇団ひとり MEGUMI                             | 『まとめないで!!90分SP』として15:00 - 16:30に放送。 |
| SP                                                                           | 5月28日        | ぽっちゃり                              | 渡辺直美 近藤くみこ（ニッチェ） 安藤なつ（メイプル超合金） おかずクラブ 長尾麻由 大橋ミチ子（Pottya） 西木野 | 後藤輝基（フットボールアワー） ダレノガレ明美 | 『まとめないで!!90分SP』として15:00 - 16:30に放送。 |
| 8                                                                            | 5月29日        | 『まとめないで!!90分SP』の延長戦        | 『まとめないで!!90分SP』の延長戦                                                                             | 『まとめないで!!90分SP』の延長戦              |                                                     |
| 9                                                                            | 6月5日         | 芸能記者                                | 井上公造（芸能リポーター） 柳田通斉（日刊スポーツ） 荒木田範文（週刊女性） 種井一司（東京スポーツ）          | 高橋茂雄（サバンナ） MEGUMI                   |                                                     |
| 10                                                                           | 6月12日        | イクメン                                | おさる 庄司智春（品川庄司） 杉浦太陽 ヒデ（ペナルティ） ボビー・オロゴン 宮川一朗太                          | 綾部祐二（ピース） 千秋                       |                                                     |
| 11                                                                           | 6月19日        | 『まとめないで!!90分SP』の延長戦第2弾   | 『まとめないで!!90分SP』の延長戦第2弾                                                                        | 『まとめないで!!90分SP』の延長戦第2弾         |                                                     |
| 12                                                                           | 6月26日        | 原宿系男子                              | りゅうちぇる 大倉士門 けーしゃん とまん ぺえ むゆあ                                                          | 山里亮太（南海キャンディーズ） 井森美幸       |                                                     |
| 13                                                                           | 7月3日         | フェス好き                              | アントニー（マテンロウ） 磯山さやか IMALU 大谷ノブ彦（ダイノジ）                                             | 博多大吉（博多華丸・大吉）                    |                                                     |
| 14                                                                           | 7月10日        | アラフォー独身女性                      | いとうあさこ さとう珠緒 馬場典子 若林史江                                                                    | 山里亮太（南海キャンディーズ）                |                                                     |
| （7月17日は『第145回全英オープンゴルフ・第3日』の中継のため休止）            |                |                                         | |                                               |                                                     |
| 15                                                                           | 7月24日        | インスタ女子                            | 今井華 戸田れい 舟山久美子 山本月                                                                            | 井戸田潤（スピードワゴン）                    |                                                     |
| 16                                                                           | 7月31日        | 舞台役者                                | 相島一之 野口かおる 山崎樹範                                                                                 | 博多大吉（博多華丸・大吉）                    |                                                     |
| （8月7日は『熱闘!夏の甲子園 開幕直前!!関東代表校紹介スペシャル』のため休止） |                |                                         | |                                               |                                                     |
| 17                                                                           | 8月14日        | 世間の声 〜バラエティー女性タレント編〜 | ホラン千秋 菊地亜美                                                                                          | 劇団ひとり                                    |                                                     |
| 18                                                                           | 8月21日        | 世間の声 〜バラエティー女性タレント編〜 | ホラン千秋 菊地亜美                                                                                          | 劇団ひとり                                    |                                                     |
| 19                                                                           | 8月28日        | 売れる新書を作れ! カレー                | 猪俣早苗 金子載 小宮山雄飛（ホフディラン） 手条萌 山添寛（相席スタート）                                     | 小籔千豊 MEGUMI                               |                                                     |
| 20                                                                           | 9月4日         | 売れる親書を作れ! 動物園                | 柴田英嗣（アンタッチャブル） 牧慎一郎（動物園勤務） 田中大輔（ライター） パンク町田                          | 劇団ひとり SHELLY                             |                                                     |
| 21                                                                           | 9月11日        | 関西人                                  | コカドケンタロウ（ロッチ） 杉浦太陽 後藤淳平（ジャルジャル） 朝比奈彩                                        | ビビる大木                                    | ゲストコメンテーター：山田ゴメス                    |
| 22                                                                           | 9月18日        | 関西人                                  | コカドケンタロウ（ロッチ） 杉浦太陽 後藤淳平（ジャルジャル） 朝比奈彩                                        | ビビる大木                                    | ゲストコメンテーター：山田ゴメス                    |
| 23                                                                           | 9月25日        | ちいさな国際問題inジャパン              | JOY 道端アンジェリカ ドルグロまりあんな 大濠ハンナ                                                           | 吉村崇（平成ノブシコブシ）                    |                                                     |

## ネット局と放送時間
| 放送対象地域 | 放送局           | 系列           | 放送日時                     | ネット状況 | 備考   |
| ------------ | ---------------- | -------------- | ---------------------------- | ---------- | ------ |
| 関東広域圏   | テレビ朝日（EX） | テレビ朝日系列 | 日曜 2:45 - 3:15（土曜深夜） | 制作局     | 制作局 |

## スタッフ
- ナレーター：鈴木渢
- 構成：飯塚大悟、あだち昌也、アリエシュンスケ、松本健一
- ロケ技術：コスモ・スペース
- 美術：近藤千春
- デザイン：森崎愛美
- 美術振興：高崎絵織
- 編集：早坂裕
- MA：小川るみ
- 音効：高島慎太郎
- TK：池田真理絵
- 編成：吉冨大輔
- 宣伝：高橋夏子
- 制作協力：コスモ・スペース、東通企画、BERMUDA
- デスク：萩原わかな
- 製作スタッフ：都野守貴裕、佐藤真弥、林寛隆、勝呂幸雅
- アシスタントプロデューサー：野上理沙、佐々木千帆、笹野健太郎
- ディレクター：板垣忠彦、板橋雄亮、上山健太郎、佐藤宏樹、戸田悠貴
- チーフディレクター：米田裕一
- プロデューサー：鈴木忠親、飯野修一、百瀬和幸、ばばはじめ
- ゼネラルプロデューサー：友寄隆英
- 制作著作：テレビ朝日